# Live from the Point Depot
Live from the Point Depot – nagrany na żywo, cyfrowy album rockowej grupy U2. Od 23 listopada 2004 roku był dostępny poprzez iTunes Store jako część The Complete U2. Płyta została nagrana w 1989 roku podczas nocy sylwestrowej w Point Depot, w Dublinie, w trakcie występu będącego częścią trasy koncertowej Lovetown Tour.
Podobnie jak w przypadku cyfrowego albumu Live from Boston 1981, utwory znajdujące się na płycie nie były dostępne indywidualnie, tylko dopiero w wypadku nabycia box seta The Complete U2. Było to pierwsze oficjalne wydanie występu.

## Lista utworów
1. "Auld Lang Syne" / "Where the Streets Have No Name" – 6:55
2. "I Will Follow" – 4:20
3. "I Still Haven’t Found What I’m Looking For" – 5:09
4. "MLK" – 1:53
5. "One Tree Hill" – 4:52
6. "Gloria" – 4:34
7. "God Part II" – 3:35
8. "Desire" – 3:10
9. "All Along the Watchtower" – 4:07
10. "All I Want Is You" – 1:03
11. "Bad" – 7:31
12. "Van Diemen’s Land" – 2:59
13. "The Star-Spangled Banner" / "Bullet the Blue Sky" – 6:23
14. "Running to Stand Still" / "Dirty Old Town" – 5:16
15. "New Year’s Day" – 4:44
16. "Pride (In the Name of Love)" – 6:03
17. "Party Girl" – 3:41
18. "Angel of Harlem" – 4:14
19. "When Love Comes to Town" – 5:02
20. "Love Rescue Me" – 6:42
21. ""40"" – 7:25

## Członkowie
U2
- Bono – wokal, gitara, harmonijka
- The Edge – gitara, instrumenty klawiszowe, wokal; gitara basowa w "40"
- Adam Clayton – gitara basowa; gitara w "40"
- Larry Mullen Jr. – perkusja

Gość
- B.B. King – gitara, wokal (w utworach "Angel of Harlem", "When Love Comes to Town" i "Love Rescue Me")